# 가미가와촌
가미가와촌(上川村)은 니가타현 기타우오누마군에 설치되었던 촌이다. 현재의 나가오카시에 해당한다.